# Pałac Güell
Pałac Güell (kat. Palau Güell, wym. [pəˈlaw ˈɣweʎ]) – pałac położony w centrum Barcelony, w dzielnicy El Raval, przy Carrer Nou de la Rambla. Wybudowany dla Eusebiego Güella, przemysłowca.
Zaprojektowany przez Antoniego Gaudíego w latach 1885-1890 w stylu modernizmu katalońskiego stanowi przykład budynków z tamtych czasów.
Podczas projektowania budynku Gaudí skupił się m.in. na odpowiednim ukierunkowaniu światła słonecznego.
Gaudí stworzył ekspresyjne formy, wykorzystując tradycyjne materiały, takie jak kamień i drewno.
Sala główna pałacu jest zwieńczona kopułą. Zdobią ją kuliste ornamenty. W jednej ze ścian salonu znajduje się kapliczka, służąca do odprawiania nabożeństw. 
Budynek należy do projektu Raval Cultural zajmującego się ochroną budynków w dzielnicy El Raval.
W 1984 roku pałac wraz z innymi siedmioma dziełami Gaudíego został wpisany na listę światowego dziedzictwa UNESCO.